# Unión de Amigos para la Protección del Ambiente
Unaproa (Unión de Amigos para la Protección del Ambiente) fue fundado en 1995 por los representantes de seis pueblos de la región de Brunca en Costa Rica.
La finalidad del proyecto UNAPROA es ampliar la conciencia ecológica dentro de la población de Costa Rica y mejorar la protección del medio ambiente. 
Actividades:
- Adoptar medidas de educación para crear conciencia ecológica.
- Colaboración en el ámbito de la protección del bosque y del agua.
- Desarrollo de la infraestructura.